# Drinian
Drinian (Engels: Drinian) is een personage uit De reis van het drakenschip, De zilveren stoel en Het laatste gevecht van De Kronieken van Narnia door C.S. Lewis.

## De reis van het drakenschip
Hierin is Drinian is een vriend van koning Caspian en de kapitein van het door Caspian gebouwde schip De Dageraad. Tijdens de reis voert Drinian het bevel over het schip. Hij weerhoudt Caspian als deze het schip wil verlaten om naar het Land van Aslan te reizen.

## De zilveren stoel
Jaren later is Drinian nog steeds een vriend van Caspian en van de zoon van Caspian Rilian. Als Rilians moeder door een slang wordt doodgebeten, gaat deze op zoek, om de slang te doden. Drinian zegt dat hij daar mee moet stoppen, maar de prins zegt dat hij de slang niet meer zoekt. Om dat te laten zien neemt Rilian Drinian mee, en deze ziet met Rilian een mooie vrouw, de Vrouwe met het Groene Gewaad.  
Drinian besluit de koning niets te vertellen, maar de volgende dag verdwijnt de prins. Drinian gaat naar de koning, hij zegt dat hij (Drinian) schuldig is aan de verdwijning van de prins en dat hij de doodstraf verdient. De koning wil hem dan doden, maar bedenkt zich op het laatste moment. Caspian en Drinian blijven vrienden.

## Het laatste gevecht
Hier is Drinian in de tuin, in het nieuwe Narnia, samen met alle andere helden uit Narnia. 